# Трилопатія вирізана
Трилопатія вирізана (Tritomaria exsecta) — вид печіночників порядку юнгерманіальних (Jungermanniales).

## Поширення
Батьківщиною є Європа, Азія, Північна Америка, Нова Зеландія.
Вид живе в затінених або тінистих, від помірно свіжих до помірно сухих, з низьким вмістом вапна, кислих місцях на вологій мертвій деревині, на силікатних породах і блоках, на піщаному або суглинистому ґрунті, також епіфітно на основі дерев. Вище лінії дерев зазвичай росте на сонячних місцях.

## Характеристика
Рослини від зелених до темно-зелених або коричнево-зелених, висхідні, до 2 см завдовжки і 1,8 мм завширшки. Часто виникають невеликі густі килимки чи паростки спорадично ростуть серед інших мохів. Нижня сторона стебла вкрита ризоїдами. Листя поперечні, часто розпростерті. Кінчик листа зазвичай розділений на три загострені частки різного розміру. Клітини листя округлі, квадратні або прямокутні, товстостінні зі злегка потовщеними кутами клітин, розміром приблизно від 15 до 18 мікрометрів у середині листка. На одну клітину листа припадає від 3 до 8 масляних тілець, іноді значно більше. Підлистки відсутні. Статевий розподіл дводомний. Спорогони зустрічаються рідко. Виводкові тіла утворюються у великій кількості на кінчиках верхніх листків, вони червонуваті, еліптичні, двоклітинні і розміром від 12 до 18 мікрометрів. У природі Tritomaria exsecti навряд чи можна відрізнити від її сестринського виду Tritomaria exsectiformis; однак Tritomaria exsecta має менші клітини листя та менші виводкові тіла.

## Галерея

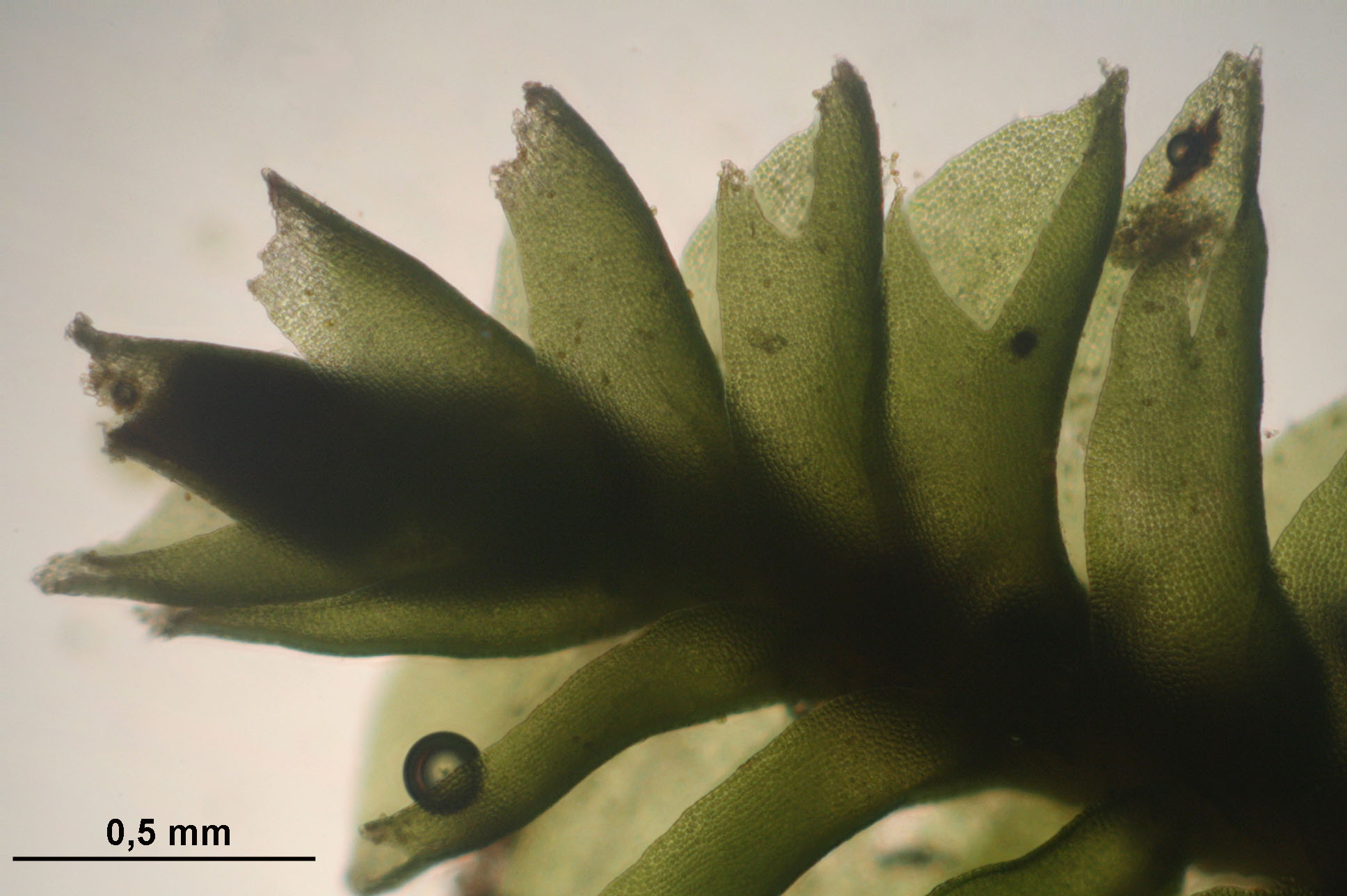
Листки
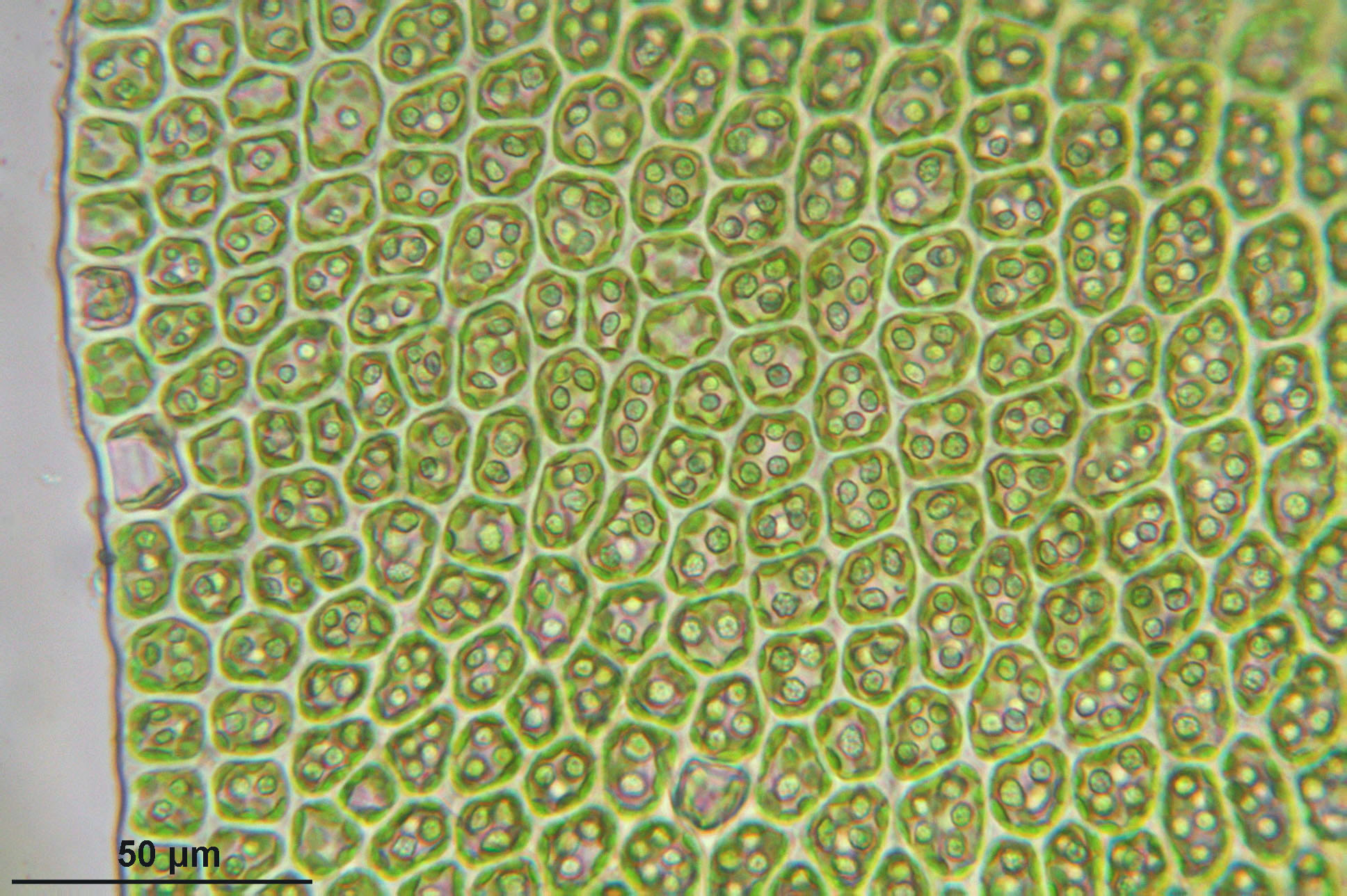
Клітини листя
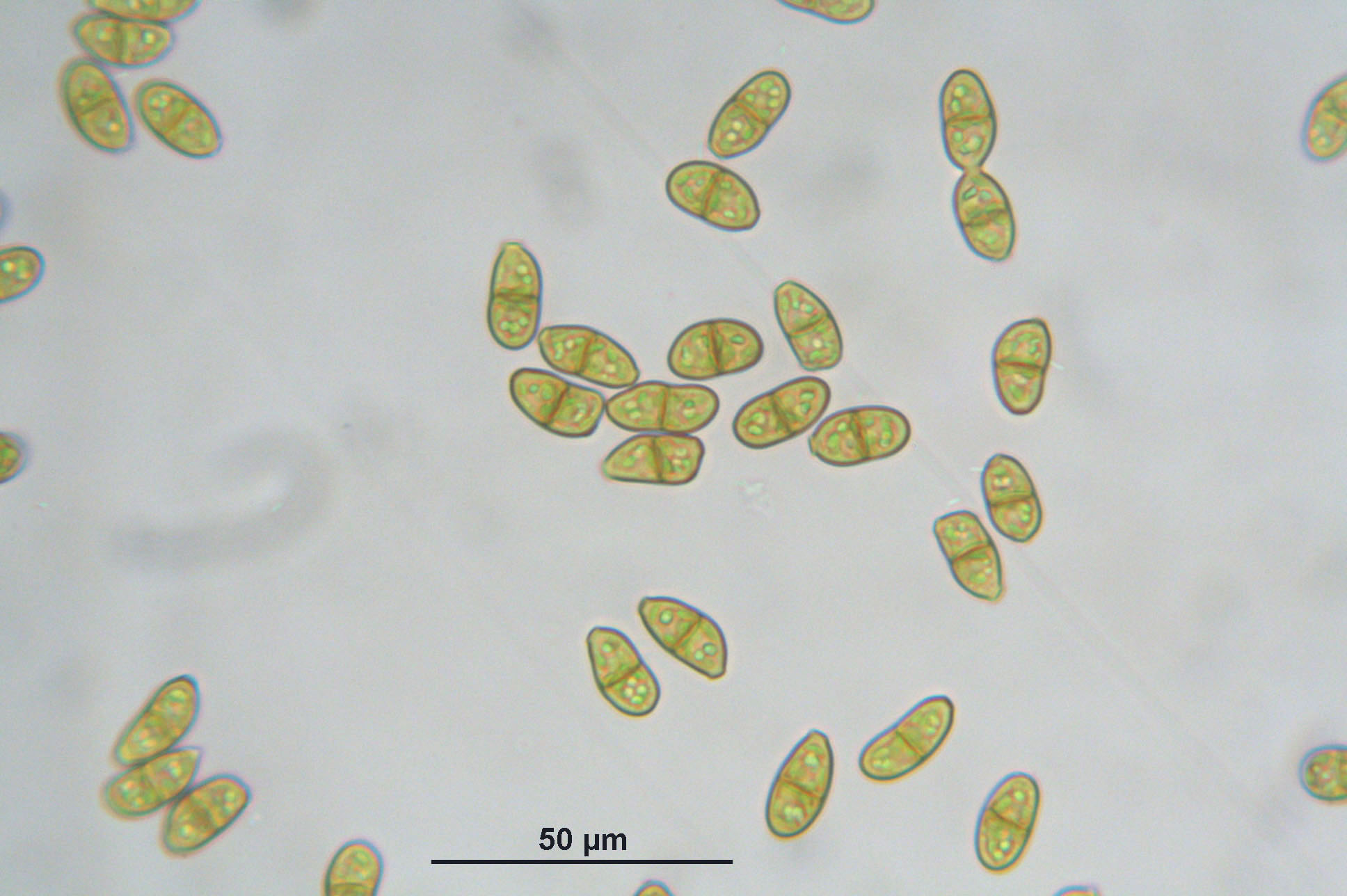
Виводкові тіла